# Mauro Caballero
Pour les articles homonymes, voir Caballero.
Mauro Antonio Caballero López (né le 3 mai 1972) est un footballeur paraguayen reconverti entraîneur.
Il est sélectionné à 14 reprises en équipe du Paraguay, et participe aux Jeux olympiques d'été de 1992 et à la Copa América 1999.

## Palmarès
- Vainqueur de la Copa Libertadores en 2002
- Vainqueur de la Recopa Sudamericana en 2003
- Champion du Paraguay en 1993, 1995, 1997, 1998 et 2001